# Copa das Confederações FIFA de 2017
A Copa das Confederações FIFA de 2017 (português brasileiro) ou Taça das Confederações FIFA de 2017 (português europeu) foi a décima e última edição da Copa das Confederações FIFA, um campeonato quadrienal organizado pela Federação Internacional de Futebol, realizado entre 17 de junho a 2 de julho de 2017 na Rússia. Foi considerado um evento teste para a Copa do Mundo FIFA de 2018.
A Rússia, como o país-sede, a Alemanha como campeã da Copa do Mundo FIFA de 2014 e Portugal, como campeão do Campeonato Europeu de Futebol de 2016, foram as três seleções que representaram a União das Federações Europeias de Futebol nesta edição, sendo assim a primeira vez na história do evento em que três times do mesmo continente participaram da mesma edição. A Austrália participou como a campeã da Copa da Ásia de 2015 e assim foi a primeira equipe a disputar a competição por duas diferentes confederações, tendo representado a Confederação de Futebol da Oceania em 1997, 2001 e mais recentemente em 2005.
O Brasil, que venceu as quatro edições anteriores (1997, 2005, 2009 e 2013), não conseguiu se classificar para a competição após ser derrotado pelo Paraguai nas quartas de final da Copa América de 2015. Desde 1997, esta foi a primeira vez que o Brasil não participou da competição. A vaga da Confederação Sul-Americana de Futebol foi para o Chile, campeão do campeonato continental.
A Alemanha derrotou o Chile na final por 1–0 e conquistou seu primeiro título da Copa das Confederações. Na disputa pelo terceiro lugar, Portugal venceu o México por 2–1 na prorrogação, após empate por 1–1 no tempo normal.

## Qualificação
As oito vagas para a competição foram destinadas ao país anfitrião (Rússia), o campeão da Copa do Mundo FIFA de 2014 e os seis campeões dos campeonatos continentais. Caso alguma equipe se qualificasse por mais de um método (por exemplo, se o campeão da Copa do Mundo também ganhasse o campeonato continental), a segunda melhor equipe do seu campeonato continental se qualificaria.
Após a Rússia conseguir a vaga como país anfitrião, a Alemanha foi a segunda equipe a se qualificar, depois de vencer a Copa do Mundo FIFA de 2014 no Brasil. Na final, a Alemanha conquistou seu quarto título mundial, após uma vitória na prorrogação por 1-0 contra a Argentina. A Austrália foi a terceira equipe a se qualificar, após de vencer a Coreia do Sul por 2-1 na prorrogação, pela Copa da Ásia de 2015. Esta vitória marcou o primeiro título da Austrália na Copa da Ásia, após sua saída da Confederação de Futebol da Oceania em 2006. O Chile foi a quarta equipe a se classificar pela Copa América de 2015, após vencer a Argentina por 4–1 na disputa por pênaltis, depois de empatarem em 0–0 no tempo normal.
Após conquistar a Copa Ouro da CONCACAF de 2015, o México teve que enfrentar os Estados Unidos, campeões da Copa Ouro da CONCACAF de 2013, em uma partida para definir o classificado à Copa das Confederações. Nesta partida, o México conquistou a classificação e foi a quinta equipe a se classificar, após vencer por 3-2 na prorrogação. A Nova Zelândia foi a sexta equipe a se classificar para o torneio, após derrotar a Papua Nova Guiné por 4-2 na disputa por pênaltis, depois de um empate em 0-0 no tempo normal, pela Copa das Nações da OFC de 2016.
Portugal foi a sétima equipe a se classificar, após de derrotar o país anfitrião, a França, por 1–0 na prorrogação, na final do Campeonato Europeu de Futebol de 2016. Camarões foi a última equipe a se classificar, após vitória por 2-1 contra o Egito no Campeonato Africano das Nações de 2017.

### Equipes classificadas
| Seleção       | Confederação | Qualificação                                 | Data da qualificação   | Participações                             | Melhor resultado    |
| ------------- | ------------ | -------------------------------------------- | ---------------------- | ----------------------------------------- | ------------------- |
| Rússia        | UEFA         | Anfitrião                                    | 2 de dezembro de 2010  | 1ª                                        | Estreante           |
| Alemanha      | UEFA         | Campeão da Copa do Mundo FIFA de 2014        | 13 de julho de 2014    | 3.ª (1999 e 2005)                         | 3.º lugar (2005)    |
| Austrália     | AFC          | Campeão da Copa da Ásia de 2015              | 31 de janeiro de 2015  | 4.ª (1997, 2001 e 2005)                   | Vice-campeão (1997) |
| Chile         | CONMEBOL     | Campeão da Copa América de 2015              | 4 de julho de 2015     | 1.ª                                       | Estreante           |
| México        | CONCACAF     | Campeão da Copa Ouro da CONCACAF de 2015     | 10 de outubro de 2015  | 7.ª (1995, 1997, 1999, 2001, 2005 e 2013) | Campeão (1999)      |
| Nova Zelândia | OFC          | Campeão da Copa das Nações da OFC de 2016    | 8 de junho de 2016     | 4.ª (1999, 2003 e 2009)                   | 8.º lugar (2009)    |
| Portugal      | UEFA         | Campeão do Campeonato Europeu de 2016        | 10 de julho de 2016    | 1.ª                                       | Estreante           |
| Camarões      | CAF          | Campeão da Copa das Nações Africanas de 2017 | 5 de fevereiro de 2017 | 3.ª (2001 e 2003)                         | Vice-campeão (2003) |

## Sedes
Quatro cidades receberão jogos da competição. Todos as quatro sedes também serão sedes da Copa do Mundo FIFA de 2018. Em 8 de outubro de 2015, a FIFA e o Comitê Organizador Local anunciaram as sedes. Das quatro, Sóchi e Cazã sediaram eventos esportivos recentemente, os Jogos Olímpicos de Inverno de 2014 e o Campeonato Mundial de Esportes Aquáticos de 2015, respectivamente.
| Estádio Krestovsky (Estádio de São Petersburgo) | Arena Otkrytie (Estádio Spartak)          |
| Capacidade: 66 881                              | Capacidade: 44 829                        |
|                                                 |                                           |
| Cazã                                            | Sóchi                                     |
| Arena Kazan                                     | Estádio Olímpico de Fisht (Estádio Fisht) |
| Capacidade: 45 015                              | Capacidade: 47 659                        |
|                                                 |                                           |

## Arbitragem
Esta é a lista de árbitros e assistentes que atuarão na competição.
| Confederação | Árbitros             | Assistentes                                  | Árbitro Reserva        | Árbitros de vídeo                                           |
| ------------ | -------------------- | -------------------------------------------- | ---------------------- | ----------------------------------------------------------- |
| AFC          | KSA Fahad Al-Mirdasi | KSA Abdulah Alshalwai KSA Mohammed Al Abakry |                        | UZB Ravshan Irmatov                                         |
| AFC          | IRN Alireza Faghani  | IRN Reza Sokhandan IRN Mohammadreza Mansouri |                        | UZB Ravshan Irmatov                                         |
| CAF          | GAM Bakary Gassama   | BDI Jean Claude Birumushahu KEN Marwa Range  |                        | SEN Malang Diedhiou                                         |
| CONCACAF     | USA Mark Geiger      | CAN Joe Fletcher USA Charles Morgante        |                        | USA Jair Marrufo                                            |
| CONMEBOL     | ARG Néstor Pitana    | ARG Hernan Maidana ARG Juan Pablo Belatti    |                        | PAR Enrique Cáceres BRA Sandro Ricci                        |
| CONMEBOL     | COL Wilmar Roldán    | COL Alexander Guzman COL Cristian de La Cruz |                        | PAR Enrique Cáceres BRA Sandro Ricci                        |
| OFC          |                      |                                              | TAH Abdelkader Zitouni |                                                             |
| UEFA         | SRB Milorad Mažić    | SRB Milovan Ristic SRB Dalibor Djurdjevic    |                        | ROU Ovidiu Hațegan POR Artur Soares Dias FRA Clément Turpin |
| UEFA         | ITA Gianluca Rocchi  | ITA Elenito Di Liberatore ITA Mauro Tonolini |                        | ROU Ovidiu Hațegan POR Artur Soares Dias FRA Clément Turpin |
| UEFA         | SVN Damir Skomina    | SVN Jure Praprotnik SVN Robert Vukan         |                        | ROU Ovidiu Hațegan POR Artur Soares Dias FRA Clément Turpin |

## Elencos
Cada seleção precisou enviar uma lista preliminar de convocados contendo 30 jogadores. Desta lista preliminar, a seleção precisou enviar uma lista final contendo 23 jogadores (três destes precisam ser goleiros) até uma data limite delimitada pela FIFA. Jogadores da lista final poderiam ser substituídos devido a lesões até 24 horas antes do seu primeiro jogo. A lista oficial de convocados foi divulgado pela FIFA em 8 de junho de 2017.

## Sorteio

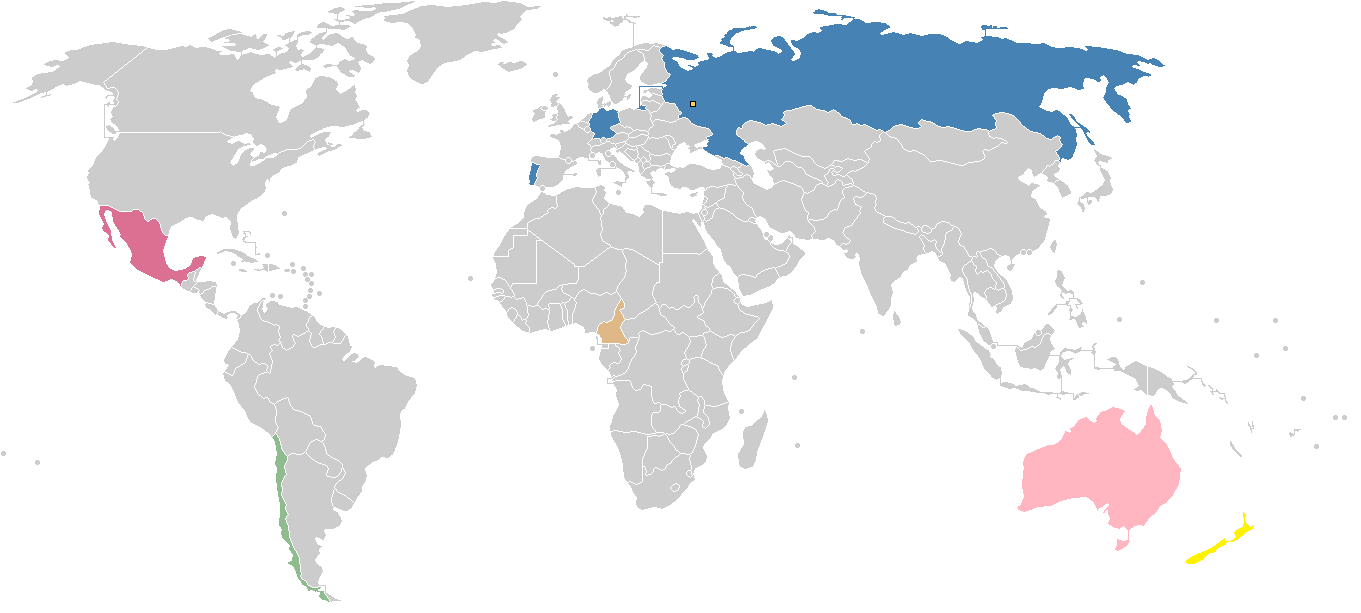
Equipes qualificadas para a competição, por confederação:
CONCACAF (México)
CONMEBOL (Chile)
UEFA (Alemanha, Portugal e Rússia)
CAF (Camarões)
AFC (Austrália)
OFC (Nova Zelândia)

O sorteio foi realizado em 26 de novembro de 2016, às 18:00 (UTC+3), na Academia Nacional de Tênis da Rússia em Cazã.
Para o sorteio, as oito equipes participantes foram divididas em dois potes. O primeiro pote continha a Rússia, por ser anfitriã, e as três equipes melhores classificadas no ranking da FIFA em novembro de 2016, sendo composto por Alemanha, Chile e Portugal. Já o segundo pote continha as quatro equipes restantes, México, Austrália, Nova Zelândia e o representante da Confederação Africana de Futebol (que viria a ser Camarões).
As oito equipes foram divididas em dois grupos de quatro, com cada grupo contendo duas equipes do primeiro pote e duas equipes do segundo pote. Durante o sorteio, as equipes foram sorteadas alternadamente. Por ser o país-sede, a Rússia foi automaticamente designada para a primeira posição do grupo A no sorteio. Uma vez que havia três equipes da Europa, um dos dois grupos automaticamente teria duas equipes da mesma confederação, sendo a primeira vez que isso aconteceu em uma Copa das Confederações FIFA.
Entre parênteses, a posição da equipe no Ranking da FIFA de novembro de 2016.
| Pote 1                                                         | Pote 2                                                               |
| -------------------------------------------------------------- | -------------------------------------------------------------------- |
| - Rússia (sede) (55) - Alemanha (3) - Chile (4) - Portugal (8) | - México (18) - Austrália (48) - Camarões (65) - Nova Zelândia (110) |

## Fase de grupos
Todas as partidas seguem o fuso horário de Moscou (UTC+3).
|  | Zona de classificação à fase final |
|  | Zona de eliminação                 |

### Grupo A
| Pos. | Seleção       | Pts | J | V | E | D | GP | GC | SG |
| ---- | ------------- | --- | - | - | - | - | -- | -- | -- |
| 1    | Portugal      | 7   | 3 | 2 | 1 | 0 | 7  | 2  | +5 |
| 2    | México        | 7   | 3 | 2 | 1 | 0 | 6  | 4  | +2 |
| 3    | Rússia        | 3   | 3 | 1 | 0 | 2 | 3  | 3  | 0  |
| 4    | Nova Zelândia | 0   | 3 | 0 | 0 | 3 | 1  | 8  | –7 |

| 17 de junho | Rússia                         | 2 – 0     | Nova Zelândia | Estádio Krestovsky, São Petersburgo        |
| 18:00       | Boxall 31' (g.c.) · Smolov 69' | Relatório |               | Público: 50 251 Árbitro: COL Wilmar Roldán |

| 18 de junho | Portugal                  | 2 – 2     | México                       | Arena Kazan, Cazã                          |
| 18:00       | Quaresma 34' · Cédric 86' | Relatório | Hernández 42' · Moreno 90+1' | Público: 34 372 Árbitro: ARG Néstor Pitana |

| 21 de junho | Rússia | 0 – 1     | Portugal             | Arena Otkrytie, Moscou                       |
| 18:00       |        | Relatório | Cristiano Ronaldo 8' | Público: 42 759 Árbitro: ITA Gianluca Rocchi |

| 21 de junho | México                    | 2 – 1     | Nova Zelândia | Estádio Olímpico de Fisht, Sóchi            |
| 21:00       | Jiménez 54' · Peralta 72' | Relatório | Wood 42'      | Público: 25 133 Árbitro: GAM Bakary Gassama |

| 24 de junho | México                  | 2 – 1     | Rússia      | Arena Kazan, Cazã                             |
| 18:00       | Araujo 30' · Lozano 52' | Relatório | Samedov 25' | Público: 41 585 Árbitro: KSA Fahad Al-Mirdasi |

| 24 de junho | Nova Zelândia | 0 – 4     | Portugal                                                                  | Estádio Krestovsky, São Petersburgo      |
| 18:00       |               | Relatório | Cristiano Ronaldo 33' · Bernardo Silva 37' · André Silva 80' · Nani 90+1' | Público: 56 290 Árbitro: USA Mark Geiger |

### Grupo B
| Pos. | Seleção   | Pts | J | V | E | D | GP | GC | SG |
| ---- | --------- | --- | - | - | - | - | -- | -- | -- |
| 1    | Alemanha  | 7   | 3 | 2 | 1 | 0 | 7  | 4  | +3 |
| 2    | Chile     | 5   | 3 | 1 | 2 | 0 | 4  | 2  | +2 |
| 3    | Austrália | 2   | 3 | 0 | 2 | 1 | 4  | 5  | –1 |
| 4    | Camarões  | 1   | 3 | 0 | 1 | 2 | 2  | 6  | –4 |

| 18 de junho | Camarões | 0 – 2     | Chile                    | Arena Otkrytie, Moscou                     |
| 21:00       |          | Relatório | Vidal 81' · Vargas 90+1' | Público: 33 492 Árbitro: SVN Damir Skomina |

| 19 de junho | Austrália             | 2 – 3     | Alemanha                                     | Estádio Olímpico de Fisht, Sóchi         |
| 18:00       | Rogic 41' · Juric 56' | Relatório | Stindl 5' · Draxler 44' (pen) · Goretzka 48' | Público: 28 605 Árbitro: USA Mark Geiger |

| 22 de junho | Camarões       | 1 – 1     | Austrália          | Estádio Krestovsky, São Petersburgo        |
| 18:00       | Anguissa 45+1' | Relatório | Milligan 60' (pen) | Público: 35 021 Árbitro: SRB Milorad Mažić |

| 22 de junho | Alemanha   | 1 – 1     | Chile      | Arena Kazan, Cazã                            |
| 21:00       | Stindl 41' | Relatório | Sánchez 6' | Público: 38 222 Árbitro: IRN Alireza Faghani |

| 25 de junho | Alemanha                       | 3 – 1     | Camarões      | Estádio Olímpico de Fisht, Sóchi           |
| 18:00       | Demirbay 48' · Werner 66', 81' | Relatório | Aboubakar 78' | Público: 30 230 Árbitro: COL Wilmar Roldán |

| 25 de junho | Chile         | 1 – 1     | Austrália  | Arena Otkrytie, Moscou                       |
| 18:00       | Rodríguez 67' | Relatório | Troisi 42' | Público: 33 639 Árbitro: ITA Gianluca Rocchi |

## Fase final

### Chaveamento
|  | Semifinais          | Semifinais |                              |   | Final | Final |
|  |                     |            |                              |   |       |       |
|  | 28 de junho – Cazã  |            |                              |   |       |       |
|  |                     |            |                              |   |       |       |
|  | Portugal (p)        | 0 (0)      |                              |   |       |       |
|  | Portugal (p)        | 0 (0)      | 2 de julho – São Petersburgo |   |       |       |
|  | Chile               | 0 (3)      |                              |   |       |       |
|  | Chile               | 0 (3)      | Chile                        | 0 |       |       |
|  | 28 de junho – Sóchi |            | Chile                        | 0 |       |       |
|  |                     | Alemanha   | 1                            |   |       |       |
|  | Alemanha            | Alemanha   | 1                            | 4 |       |       |
|  | Alemanha            |            |                              | 4 |       |       |
|  | México              | 1          |                              |   |       |       |
|  | México              | 1          | Disputa pelo terceiro lugar  |   |       |       |
|  |                     |            |                              |   |       |       |
|  | 2 de julho – Moscou |            |                              |   |       |       |
|  |                     |            |                              |   |       |       |
|  | Portugal (pro)      | 2          |                              |   |       |       |
|  | Portugal (pro)      | 2          |                              |   |       |       |
|  | México              | 1          |                              |   |       |       |

### Semifinais
| 28 de junho | Portugal | 0 – 0 (pro) | Chile | Arena Kazan, Cazã                            |
| 21:00       |          | Relatório   |       | Público: 40 855 Árbitro: IRN Alireza Faghani |

|                             |       | Penalidades            |  |
| Quaresma João Moutinho Nani | 0 – 3 | Vidal Aránguiz Sánchez |  |

| 29 de junho | Alemanha                                    | 4 – 1     | México     | Estádio Olímpico de Fisht, Sóchi           |
| 21:00       | Goretzka 6', 8' · Werner 59' · Younes 90+1' | Relatório | Fabián 89' | Público: 37 923 Árbitro: ARG Néstor Pitana |

### Disputa pelo terceiro lugar
| 2 de julho | Portugal                       | 2 – 1 (pro) | México               | Arena Otkrytie, Moscou                        |
| 15:00      | Pepe 90+1' · Adrien 104' (pen) | Relatório   | Luís Neto 54' (g.c.) | Público: 42 659 Árbitro: KSA Fahad Al-Mirdasi |

### Final
| 2 de julho | Chile | 0 – 1     | Alemanha   | Estádio Krestovsky, São Petersburgo        |
| 21:00      |       | Relatório | Stindl 20' | Público: 57 268 Árbitro: SRB Milorad Mažić |

## Premiações
| Copa das Confederações FIFA de 2017 |
| Alemanha                            |
| ----------------------------------- |
| ALEMANHA Campeã (1.º título)        |

| Troféu FIFA Fair Play | Bola de Ouro       | Chuteira de Ouro   | Luva de Ouro      |
| --------------------- | ------------------ | ------------------ | ----------------- |
| Alemanha              | GER Julian Draxler | GER Timo Werner    | CHI Claudio Bravo |
| Alemanha              | Bola de Prata      | Chuteira de Prata  | CHI Claudio Bravo |
| Alemanha              | CHI Alexis Sánchez | GER Leon Goretzka  | CHI Claudio Bravo |
| Alemanha              | Bola de Bronze     | Chuteira de Bronze | CHI Claudio Bravo |
| Alemanha              | GER Leon Goretzka  | GER Lars Stindl    | CHI Claudio Bravo |

## Estatísticas

### Artilharia
| 3 gols (3) - GER Lars Stindl - GER Leon Goretzka - GER Timo Werner 2 gols (1) - POR Cristiano Ronaldo 1 gol (28) - AUS Tomi Juric - AUS Mark Milligan - AUS Tom Rogic - AUS James Troisi - CMR André-Frank Zambo Anguissa - CMR Vincent Aboubakar - CHI Alexis Sánchez - CHI Martín Rodríguez - CHI Eduardo Vargas - CHI Arturo Vidal - GER Julian Draxler - GER Kerem Demirbay - GER Amin Younes - MEX Javier Hernández - MEX Raúl Jiménez | 1 gol (continuação) - MEX Héctor Moreno - MEX Hirving Lozano - MEX Néstor Araujo - MEX Oribe Peralta - MEX Marco Fabián - NZL Chris Wood - POR André Silva - POR Bernardo Silva - POR Cédric Soares - POR Nani - POR Ricardo Quaresma - POR Pepe - POR Adrien - RUS Aleksandr Samedov - RUS Fyodor Smolov Gols contra (2) - NZL Michael Boxall (Nova Zelândia, para a Rússia) - POR Luís Neto (Portugal, para o México) |

Fonte: FIFA

## Transmissão
Em Portugal, todos os jogos da prova foram emitidos pela RTP na RTP1 (quase todos os jogos foram emitidos em directo, excepto os jogos México vs. Rússia e Chile vs. Austrália).
Na TV aberta no Brasil, a Rede Bandeirantes transmitiu ao vivo todos os jogos da competição (exceto aqueles em horários simultâneos), após conseguir o licenciamento junto à Rede Globo, dona dos direitos, que não transmitiu o torneio devido a ausência da Seleção Brasileira. O SporTV teve direitos exclusivos na TV fechada.